# 竺雲恵心
竺雲恵心（じくうんえしん、大永2年（1522年）- 天正7年8月3日（1579年8月24日））は、戦国時代から安土桃山時代にかけての臨済宗の僧。字は竺雲、法諱は恵心。号は立雪斎。

## 生涯
大永2年（1522年）、出雲国飯石郡熊谷郷で生まれる。
享禄3年（1530年）、東福寺の住持・允芳恵菊の得度を受けて、東福寺の末寺であった出雲国の安国寺で出家。恵菊が庵主を務める東福寺の塔頭・退耕庵に住した。
天文5年（1536年）に出雲国へ帰国。天文7年（1538年）に安芸国高田郡吉田へ遊学し、毛利氏の菩提寺である興禅寺の住持である策雲玄竜に師事した。これ以降、恵心は玄竜を通じて毛利元就の信任を受けることとなる。
天文17年（1548年）、周防国山口の戦国大名・大内氏の菩提寺である国清寺と香積寺の事務を執る。これには毛利氏による強い推薦があったとされ、以降、恵心は山口に来ていた公家と交流を持つようになる。
天文19年（1550年）、師・恵菊の命を受けて上洛し、退耕庵の庵主を継いだ。天文22年（1553年）春に再び安芸国へ下向したが、同年9月に恵菊が没したため帰洛し、その後を継いだ。なお、同年に安国寺恵瓊を弟子としている。
恵心は毛利氏、特に毛利隆元から篤く信頼されており、毛利氏が陶晴賢との対決に臨む天文23年（1554年）3月12日に、隆元は自らの苦しい胸念を述べる書状を恵心に送っている。天文24年（1555年）10月の厳島の戦いに勝利し防長経略を開始した毛利元就は、再び恵心を周防国山口の国清寺と香積寺の住持に任命。恵心は周防国山口へ下向して国清寺に住し、両寺の復興に努めた。また、同時期に、かつて恵心の師である玄竜が住持であった興禅寺の住持も恵心が兼任することとなった。
永禄元年（1558年）に再び上洛して退耕庵へ戻り、永禄2年（1559年）には東福寺の213世住持となった。在京している間、恵心は朝廷や幕府の情報を元就に報じており、そこに目をつけた前権大納言・勧修寺尹豊は、弘治3年（1557年）に即位するも費用不足のために即位式を行えていなかった正親町天皇のために献金することを毛利元就に勧めるよう恵心に働きかけた。勧修寺尹豊の依頼を受けた恵心は直ちに安芸国吉田にいる師・玄竜と連絡を取り、即位料を献納することを元就に勧めた。これを受けて元就は、永禄2年（1559年）4月に銭2000貫を恵心を通じて献上した。また、永禄3年（1560年）1月21日に服用の残金等59貫400文を正親町天皇に献納し、1月27日に正親町天皇の即位式が挙行された。この功により朝廷は、毛利元就を陸奥守、毛利隆元を大膳大夫、吉川元春を駿河守、小早川隆景を中務大輔に任じ、幕府は隆元を安芸国の守護に任じている。一方、恵心は朝廷から紫衣の着用を許された他、幕府からは師の玄竜と共に南禅寺の住持に任じられた。
永禄6年（1563年）8月4日に毛利隆元が急死すると、恵心は隆元と遣り取りした書状を隆元追慕の資として元就に献上。吉川元春と小早川隆景は隆元の菩提を弔うために安芸国高田郡吉田に常栄寺を建立。生前の隆元が恵心のために一寺を建てたいと考えていたことから、恵心が常栄寺の開基として迎えられた。そのため、恵心は退耕庵を弟子で東福寺215世住持の真渓円侃に譲り、安芸国吉田へと下向した。
永禄12年（1569年）3月、将軍・足利義昭によって毛利元就と大友宗麟の和睦調停が行われた際には聖護院道増と共に尽力を依頼されたが、元就と宗麟には和睦に応じる意思はなく、和睦は成立しなかった。同年10月に大内輝弘の乱が勃発し、大内輝弘が周防国山口へ侵攻した際、山口奉行の市川経好は北九州へ出征中であったため、留守を守っていた内藤就藤と山県元重と粟屋元種や、市川経好の妻などが百余人の守兵と共に高嶺城に立て籠もり、恵心も籠城に加わっている。これに加え、在郷の士である有馬世澄、津守輔直、寺戸対馬守らが乗福寺の代僧と共に急遽登城して籠城に加わった。
元亀2年（1571年）6月14日に毛利元就が死去すると、毛利輝元は粟屋元重と国司就信を恵心のもとへ派遣し、元就と師壇関係の篤かった恵心が元就の葬儀で偈を授けてくれるよう依頼。同年6月20日に吉田郡山城の城麓にある毛利氏の菩提所・大通院で執り行われた元就の葬儀において恵心は、「四海九州知有人 人生七十五煙塵 分明浄智妙円相 突出虚空大日輪」という偈を授けた。また、元就の「日頼」という法号も恵心が授けたものとされる。
即位料献納の際の働き等によって朝廷や室町幕府の評価も高かった恵心は、元亀元年（1570年）に「正灯普光禅師」の号を、天正3年（1575年）には「仏智大照国師」の号を贈られている。
天正7年（1579年）8月3日に死去。享年58。